# Edwina Dunn
Edwina Dunn, née le 29 mai 1958 à Buxton, est une entrepreneure britannique et pionnière dans l'industrie des données et de la technologie et de la stratégie commerciale orientée client.
Elle est cofondatrice et présidente-directrice générale de dunnhumby qui crée notamment la Clubcard (en) pour Tesco. Elle dirige ensuite la société Starcount, un cabinet de conseil en science des données.
Elle s'investit auprès des femmes en s'efforçant de proposer des rôles modèles et de promouvoir les réalisations et la diversité des femmes, notamment via son association The Female Lead.

## Biographie

### Formation
Edwina D. Dunn est née le 29 mai 1958 à Buxton, Derbyshire. Elle passe les trois premières années de sa vie à Rio de Janeiro, au Brésil, où son père, un ancien pilote de Spitfire, travaille comme ingénieur électricien sur un projet de centrale électrique.
De retour au Royaume-Uni, Edwina Dunn étudie à l'école privée Surbiton High School (en) grâce à une bourse. Elle fréquente ensuite l'Université de Bournemouth où elle obtient, en 1979 un diplôme en géographie .

### Carrière
En 1980, Edwina Dunn rejoint la division londonienne de CACI International, Inc, une société américaine de consultance en informatique. Elle y travaille durant neuf ans et y rencontre son mari Clive Humby. Lorsque celui ci quitte CACI en 1989, elle est licenciée dans la foulée.

#### Dunnhumby
Le couple fonde alors dunnhumby (en), une société de conseil en analyse de données qui aide les entreprises à comprendre les tendances et les comportements des consommateurs à partir des données collectées. À l'époque ces informations ne sont pas exploitées et peu collectées, les détaillants ne connaissent donc pas les habitudes d'achat de leurs clients. Clive Humby est l'expert en logiciels et en données de la société et Edwina Dunn, en tant que directrice générale s'occupe de la gestion quotidienne de l'entreprise,.
La chaîne Tesco fait appel à dunnhumby en 1995 pour une aide au développement d'une carte de fidélité. Ils développent Clubcard (en), la première carte de fidélité personnalisée des supermarchés du Royaume-Uni. Clubcard change définitivement le paysage marketing des détaillants, des fournisseurs et des clients et permet à Tesco d'augmenter ses profits et de remplacer Sainsbury's comme détaillant le plus important du Royaume-Uni. Dunnhumby également s'enrichit considérablement dans l'opération grâce à ses parts dans la vente des données collectées,.
Dunnhumby a alors des bureaux dans 25 pays et emploie 1 500 personnes.
Edwina Dunn et Clive Humby vendent leurs parts de dunnhumby à Tesco en 2011,.
Edwina Dunn se consacre alors à l'écriture de son premier livre, The Old Rectory Gardens at Doynton.
En 2012, Edwina Dunn et Clive Humby créent H&D Ventures, une équipe commerciale et de science des données explorant les possibilités des données liées aux télécommunications et aux services financiers. En 2013, ils participent à Purple Seven, une société britannique d'analyse du cinéma. Ils détiennent une participation majoritaire dans la société et agissent comme administrateurs,.
Ensuite ils rejoignent la start-up Starcount, qui vise à étudier les goûts et tendances sur 12 des plus grands réseaux sociaux puis à vendre les informations utiles aux marques.

### Autres fonctions
Depuis 2018, Edwina Dunn est membre du conseil d'administration du Centre for Data Ethics and Innovation et en est vice-présidente depuis novembre 2020. En 2019, elle est nommée commissaire indépendante à la Commission gouvernementale géospatiale, un comité d'expert qui traite de l'utilisation correcte des données de localisation.
Edwina Dunn soutient la Fondation Science Museum depuis 2013 et le Isaac Newton Institute for Mathematical Sciences à Cambridge.
Elle est directrice non-exécutive du HMRC de 2013 à 2016.

## Soutien aux femmes
De 2014 à 2017, Edwina Dunn est présidente de la campagne Your Life, soutenue par le gouvernement pour encourager les jeunes à faire carrière dans les secteurs STIM (sciences, technologie, ingénierie et mathématiques). La campagne, met particulièrement l'accent sur les filles et les femmes, et vise à accroître leur participation en mathématiques et physique de 50 % en trois ans,.
Edwina Dunn est à l'origine du projet What I See, une collection mondiale de voix et expériences de femmes du monde entier par le biais du cinéma. Le projet cherche à utiliser ces histoires pour soutenir les aspirations de vie et de carrière des jeunes femmes,.
Elle fonde ensuite The Female Lead, une organisation à but non lucratif destinée à offrir aux femmes des rôles modèles de femmes dans des secteurs où elles sont sous représentées,. The Female Lead est une plate-forme pour partager des histoires et des films inspirants, à travers lesquels des femmes aident des femmes.

« Tout au long de ma carrière, j'ai rencontré tellement de femmes inspirantes qui ont fait des choses incroyables. Mais pour une raison quelconque, les modèles féminins ne font pas toujours leur chemin dans la salle de classe. Malgré de nombreuses avancées, les femmes sont encore fortement sous-représentées dans de nombreux secteurs de la société, y compris le gouvernement et les médias, j'ai donc pensé à créer un livre qui pourrait être envoyé dans les écoles pour prouver aux jeunes filles qu'il existe des modèles féminins auxquels elles peuvent aspirer. ressembler et les encourager à faire des choses qu'ils n'auraient peut-être pas cru possibles. Il a été prouvé qu'un manque de modèles accessibles et inspirants agit comme un obstacle au développement de femmes ambitieuses et prospères. »

Ce livre, The Female Lead: Women Who Shape Our World, 2017, est distribué à 18 000 écoles à travers le Royaume-Uni et les États-Unis, pour inspirer la prochaine génération de femmes leaders. En 2020, Edwina Dunn achète le costume d'autographes (en) de Sandy Powell aux enchères et en fait don au nom de The Female Lead à la collection de théâtre et de performance du Victoria and Albert Museum (V&A) à Londres.
Edwina Dunn vit à Londres avec son mari et leurs deux enfants.

## Prix et distinctions
- 2012 : Doctorat honorifique en administration des affaires de l'Université de Derby[7],[15]
- 2017 : Doctorat honorifique de l'Université du Middlesex[16]

- 2018 : 
  - Fashion 4 Development Award for Women's Empowerment à New York[17]
  - Doctorat honorifique de l'Université de Bournemouth[18]
- 2019 : Officière dans l'Ordre de l'Empire Britannique pour les services aux données et aux entreprises au Royaume-Uni[7]
- 2021 : Doctorat honorifique de l'Université de Kingston[19]
- 2022 : Inspiring Fifty Europe[20]

Elle est également titulaire de trois bourses honorifiques : au Lucy Cavendish College de Cambridge, à l'Institute of Direct & Digital Marketing et à la Market Research Society, dont elle est également marraine,.

## Publications
- Avec Brigitte Lacombe (photogr.), The Female Lead: Women Who Shape Our World, Penguin Random House 2017  (ISBN 978-1785034336)
- The Old Rectory Gardens at Doynton, Impress, 2013  (ISBN 978-0957540514)